# Merry Christmas, Drake & Josh
Merry Christmas Drake & Josh, noto in Italia anche con il titolo Buon Natale, Drake & Josh, è un film per la televisione del 2008, basato sulla serie Drake & Josh.
È andato in onda negli Stati Uniti il 5 dicembre 2008. In Italia è stato trasmesso il 12 dicembre 2009 su Italia 1  e il 22 dicembre 2013 su Super!.

## Trama
Durante una festa organizzata da Drake, Josh viene arrestato per sbaglio. Nel frattempo, Drake ha promesso ad una bambina, Mary Alice, che le avrebbe regalato il più bel Natale di sempre. Cercando di far evadere Josh, Drake viene arrestato a sua volta, e l'unico modo per non finire in prigione è quello di mantenere la promessa fatta a Mary Alice. Il poliziotto che deve sorvegliare Drake e Josh, odia il Natale a causa di una brutta esperienza avuta da bambino e cercherà in tutti i modi di sabotarli.